# Linophryne escaramosa
Linophryne escaramosa is een straalvinnige vissensoort uit de familie van linophryden (Linophrynidae). De wetenschappelijke naam van de soort is voor het eerst geldig gepubliceerd in 1982 door Bertelsen.